# Терра!
Терра! (італ. Terra!) — роман Стефано Бенні, виданий 1983 року. Це гумористичний роман постапокаліптичної наукової фантастики, який характеризується безліччю химерних персонажів, витонченою сатирою сучасної політики та пародіями на історичні факти.

## Загальна характеристика
Земля! Настав 2156 рік. З 2039 року відбулися чотири світові війни, перша з яких була спричинена помилкою, а кліматична ситуація стала катастрофічна: величезний шар льоду та снігу скував землю, а небо затьмарюється довгою ядерною зимою. У цьому світі існують три глобальні супердержави: Сінєвропейська федерація з серйозним енергетичним дефіцитом, Японська Військова Імперія з нестачею простору та дуже багатий союз шейхів Арамерорусі.

## Сюжет
На Землю приходить дуже хороша новина: здається, що «мисливець за кометами» знайшов новий гостинний світ у віддаленому космосі.
Таким чином, розпочинається створення космічної раси, щоб першими відлетіти до нового світу. У політ вирушають три космічних корабля: «Протей Тієн», побитий і застарілий сіневропейський човник, крихітний японський космічний корабель «Зайкаку», з шістдесятьма мишами, які пройшли навчання як екіпаж, та величезний «Калалбакраб», космічний корабель короля Арамерорусі.
Тим часом, в Перу, геніальна (Ейнштейн), старий китайський мудрець (Фанг) і суперкомп'ютер (Геніус) намагаються вирішити античну загадку, пов'язану з подорожжю до нового світу.

## Впливи та посилання
Автор категорично заперечував будь-який вплив на свій роман з «Путівника по Галактиці для космотуристів», книги Дугласа Адамса, випущену чотирма роками раніше.
Замість цього сам автор заявив: «Для Терри, натхнення прийшло зі спогадів про мою подорож до Південної Америки, і прочитаного з „Мобі Діка“».
Штаб-квартирою Сінєвропейської федерації є будівля з змінною геометрією у формі пірамідки Мефферта.
Багато слів — це суперечливість з декількох імен, таких як: Протей Тієн (пророк протей - тін = небо); японський космічний корабель Акаї Мазінгя Цуікаку (Akai — це компанія, Мазінга — головний герой-робот японського аніме-серіалу, один з авіаносців, який брав участь у нападі на Перл-Гарбор, був Зуікоку).

## Видання
- Stefano Benni. Terra!. — collana 1985 Universale Economica Feltrinelli. — Feltrinelli, 2005. — 320, cap. 7 с. — ISBN 88-07-80990-7.